# يان أمبرس
يان أمبرس هو طيار اختبار بلغاري، ولد في 19 مايو 1899 في Gorna Mitropolia ‏ في بلغاريا، وتوفي في 2 يناير 1994 في شيكاغو في الولايات المتحدة.